# Liste der Kulturdenkmäler in Allenbach
In der Liste der Kulturdenkmäler in Allenbach sind alle Kulturdenkmäler der rheinland-pfälzischen Ortsgemeinde Allenbach aufgeführt. Grundlage ist die Denkmalliste des Landes Rheinland-Pfalz (Stand: 12. Juni 2023).

## Einzeldenkmäler
| Bezeichnung                | Lage                          | Baujahr                             | Beschreibung | Bild                           |
| -------------------------- | ----------------------------- | ----------------------------------- | --- | ------------------------------ |
| Forsthaus                  | Hauptstraße 8 Lage            | erstes Viertel des 20. Jahrhunderts | kleiner Mansarddachbau, teilweise holz- oder schieferverkleidet, erstes Viertel des 20. Jahrhunderts                                                                                                   | Fotos hochladen                |
| Wohnhaus                   | Hauptstraße 46 Lage           | 1743                                | stattliches Wohnhaus, teilweise verschiefert, Krüppelwalmdach, bezeichnet 1743 | Fotos hochladen                |
| Evangelische Schlosskirche | Hauptstraße 50 Lage           | 1780/81                             | Saalbau mit Dachreiter, 1780/81, Architekt Friedrich Gerhard Wahl, Zweibrücken; mit Ausstattung | weitere Bilder Fotos hochladen |
| Wohnhaus                   | Hauptstraße 62 Lage           | um 1900                             | Unterstallhaus, teilweise verschiefert, um 1900 | BW                             |
| Wohnhaus                   | In der Hintergasse 4 Lage     | 1864                                | ehemaliges stattliches Wirtschaftsgebäude; dreischiffiger Stall, geräumige Scheune mit Klebedach, bezeichnet 1864                                                                                      | Fotos hochladen                |
| Mühle                      | In der Schied, in Nr. 11 Lage | 19. Jahrhundert                     | Mühlenausstattung und Müllerwohnung, 19. Jahrhundert | Fotos hochladen                |
| Sponheimisches Schloss     | In der Schied 12 Lage         | vor 1511                            | zwei- und dreigeschossiger Walmdachbau, im Kern spätmittelalterlich, mehrfach verändert, vor allem 1511 und von 1898 bis 1900, Architekten Wilhelm Müller und Franz Rummel, Frankfurt; ortsbildprägend | weitere Bilder Fotos hochladen |